# Célony
Célony est un quartier de la ville française d'Aix-en-Provence située dans le canton d'Aix-en-Provence-Nord-Est. Il compte environ 10 000 habitants.
On peut y trouver une chapelle, une école maternelle et primaire, une crèche, quatre boulangeries, une pharmacie, un médecin, un coiffeur, une fleuriste, un club du troisième âge, un comité d'intérêt de quartier, un bureau de tabac, un distributeur de billets, deux bars, quelques restaurants et de nombreux commerces et artisans réparties le long de la route nationale 7.
On trouve également à Célony le « Country Club aixois », qui organise un tournoi ayant connu à ce jour[Quand ?] dix éditions. Ce club de tennis est réputé pour avoir entrainé entre autres Nicolas Escudé et Arnaud Clément.

## Géographie

### Voies de communication et transports
Situé au nord-ouest de l'agglomération d'Aix-en-Provence, Célony est un point de passage très fréquenté sur la route nationale 7. On estime que 25 000 véhicules par jour empruntent cette voie qui traverse le village. Malgré de nombreux projets permettant de réduire le nombre des passages, la solution n'a pas encore été apportée.

## Histoire
Jadis, Célony fournissait un plâtre, dit « plâtre de Célony », qui rivalisait avec le plâtre de Roquevaire pour la fabrication des santons. Il était produit au XIXe siècle dans une usine nommée « Plâtrière de la Croix-de-Célony ». En 1845, un moulin à vapeur est construit dans ce quartier aixois destiné à l'exploitation du plâtre et rivalise avec l'autre moulin à vapeur de la ville d'Aix-en-Provence, situé au quartier des Minimes. Des bennes contenant 900 kg de plâtre remontent le produit de la mine et le déversent tout à côté du moulin où il est concassé et réduit en poudre par la seule force de la vapeur. Ce quartier a conservé son nom de « Plâtrières ».

## Culture et patrimoine

### Monuments religieux
Célony compte aussi une église baptiste. Au XIXe siècle, une fraternité de moines franciscains, qui desservaient la paroisse de Biver, s'était installée à Célony, sous la patronage de Notre-Dame-des-Anges.

### Flore
On trouvait au XIXe siècle des spécimens de Narcissus incomparabilis entre la Croix-de-Célony et la Calade, sur la route d'Avignon.

### Personnalités
Dans les années 1940, Éliane Amado Levy-Valensi se réfugia à Célony avec sa famille, dans la propriété de celle-ci.
Elle y reçut à plusieurs reprises Francine Bloch.